# Ignat Łucenko
Ignat Dorofiejewicz Łucenko (ros. Игнат Дорофеевич Луценко, ur. 11 marca?/24 marca 1910 we wsi Czmyrowka obecnie w rejonie białocerkiewskim w obwodzie kijowskim, zm. 8 lutego 1945 pod Stargardem) – radziecki wojskowy, starszy sierżant, nagrodzony pośmiertnie tytułem Bohatera Związku Radzieckiego (1945).

## Życiorys
Urodził się w ukraińskiej rodzinie chłopskiej. Po ukończeniu szkoły podstawowej pracował w gospodarstwie wiejskim, w 1930 został powołany do armii. W 1938 brał udział w walkach nad jeziorem Chasan, a w 1939 w bitwie nad Chałchin-Goł. Od grudnia 1942 uczestniczył w wojnie z Niemcami, walczył na Froncie Stalingradzkim, Woroneskim i 1 Ukraińskim. Brał udział m.in. w forsowaniu Wisły. 18 stycznia 1945 w okolicach Płocka jako czołgista 50 Gwardyjskiej Brygady Pancernej 9 Gwardyjskiego Korpusu Pancernego 2 Gwardyjskiej Armii Pancernej 1 Frontu Białoruskiego w stopniu starszego sierżanta wyróżnił się w walkach, zadając wrogowi duże straty w ludziach i sprzęcie. Brał udział w wyzwalaniu łącznie ponad trzystu miejscowości. Zginął w walce pod Stargardem.

## Odznaczenia
- Złota Gwiazda Bohatera Związku Radzieckiego (pośmiertnie, 27 lutego 1945)
- Order Lenina (pośmiertnie, 27 lutego 1945)
- Order Czerwonego Sztandaru
- Order Czerwonej Gwiazdy

I medale.